# 瓦赖尔
瓦赖尔（法語：Varaire，法語發音：[vaʁɛʁ]）是法国洛特省的一个市镇，属于卡奥尔区。

## 地理
瓦赖尔（44°21'28"N, 1°43'26"E）面积25.52 平方千米，位于法国奧克西塔尼大區洛特省，该省份为法国西南部内陆省份，北起顺时针与科雷兹省、康塔爾省、阿韦龙省、塔恩-加龙省、洛特-加龍省和多尔多涅省接壤。
与瓦赖尔接壤的市镇（或旧市镇、城区）包括：巴克、孔科特、凯尔西地区利莫涅、吕加尼亚克、萨亚克。

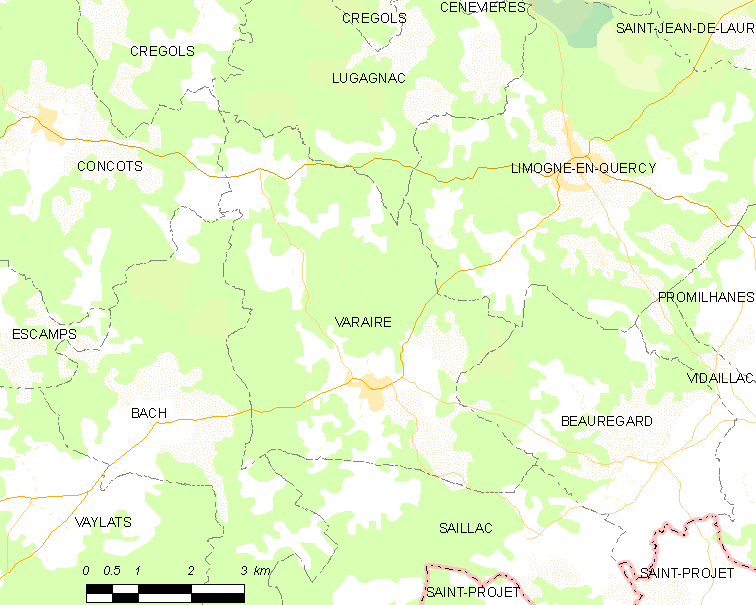
瓦赖尔的OSM定位图

瓦赖尔的时区为UTC+01:00、UTC+02:00（夏令时）。

## 行政
瓦赖尔的邮政编码为46260，INSEE市镇编码为46328。

## 政治
瓦赖尔所属的省级选区为南凯尔西边区县。

## 人口

1962-2008年间瓦赖尔人口变化图示

瓦赖尔于2022年1月1日时的人口数量为356人。